# 佩斯卡德羅 (加利福尼亞州)
佩斯卡德羅（英語：Pescadero）是位於美國加利福尼亞州聖馬刁縣的一個人口普查指定地區。

## 地理
佩斯卡德羅的座標為37°15′18″N 122°22′53″W / 37.25500°N 122.38139°W，而該地最高點為海拔高度7米（即23英尺）。

## 人口
根據2010年美國人口普查的數據，佩斯卡德羅的面積為10.449平方千米，當中陸地面積為10.427平方千米，而水域面積為0.022平方千米。當地共有人口643人，而人口密度為每平方千米61人。